# Harichovce
Harichovce (bis 1927 slowakisch „Harikovce“; deutsch Palmsdorf oder Halmsdorf, ungarisch Pálmafalva – bis zum Ende des 19. Jahrhunderts Harikóc) ist ein Ort und eine Gemeinde im Okres Spišská Nová Ves (Košický kraj) im Osten der Slowakei, mit 1891 Einwohnern (Stand 31. Dezember 2024).

## Geographie
Der in der Zips liegende Ort liegt im Tal des Flusses Hornád an seinem linken Zufluss Levočský potok, drei Kilometer nordöstlich von Spišská Nová Ves und sieben Kilometer südlich von Levoča.

## Geschichte
Harichovce wurde zum ersten Mal 1268 als Baldmar schriftlich erwähnt. Die Ortschaft ist aber sicherlich älteren Ursprungs und wurde wohl von einem Schultheiß namens Waldemar gegründet, der hier deutsche Kolonisten angesiedelt hat. Bereits zum Zeitpunkt der Erwähnung hatte der Ort eine Pfarrei und genoss Selbstverwaltung und andere Rechte nach deutschem Recht und gehörte zum Bund der 24 Zipser Städte. Im Verlauf der Jahrhunderte verlor Palmsdorf seinen städtischen Charakter und gehörte seit dem 16. Jahrhundert zum Herrschaftsgut der Zipser Burg und damit zu den Geschlechtern Zápolya, Thurzo und Csáky. Auch die deutsche Bevölkerung assimilierte sich schrittweise mit der slowakischen Bevölkerung. 1828 waren 76 Häuser und 410 Einwohner zu verzeichnen.
Bis 1918 lag der Ort im Königreich Ungarn und kam danach zur Tschechoslowakei, bzw. heute Slowakei.

## Bevölkerung
| Jahr                | 1994 | 2004     | 2014    | 2024    |
| ------------------- | ---- | -------- | ------- | ------- |
| Anzahl der Personen | 1540 | 1723     | 1861    | 1891    |
| Unterschied         |      | +11,88 % | +8,00 % | +1,61 % |

| Jahr                | 2023 | 2024    |
| ------------------- | ---- | ------- |
| Anzahl der Personen | 1858 | 1891    |
| Unterschied         |      | +1,77 % |

## Sehenswürdigkeiten
- klassizistische Kirche der Unbefleckten Empfängnis aus den Jahren 1763–64, die nach dem Umbau der durch ein Hochwasser beschädigten älteren gotischen Kirche entstand. Dabei änderte man die Orientierung der Kirche von östlicher in Nord-Süd-Richtung.

## Verkehr
Harichovce liegt an der Landesstraße 533 zwischen Spišská Nová Ves und Levoča (Anschluss an die E 50) und an der Bahnstrecke Spišská Nová Ves–Levoča, jedoch ohne Personenverkehr.